# Mail du Front-Populaire
Le mail du Front-Populaire est une voie publique de Nantes, en France.

## Situation et accès
Situé sur l'île de Nantes, cette principale rue piétonne pavée et arborée desservant le quartier de la Création, longue d'environ 340 mètres, elle débute boulevard Léon-Bureau et communique par cinq cheminements piétonniers avec la rue La Noue-Bras-de-Fer située à une vingtaine de mètres au nord, à laquelle elle est parallèle, dont la rue Arthur-III et l'allée Frida-Kahlo.

## Origine du nom
Ce nom rend hommage au Front populaire, coalition des partis de gauche qui gouverna la France de 1936 à 1938.

## Historique
Avant l'acquisition du site Alsthom par la ville de Nantes en 2002, cet espace constitue une voie de circulation interne entre les différentes halles, entrepôts et autres bâtiments industriels de l'entreprise, dont il ne reste aujourd'hui que quelques vestiges réhabilités ou en cours de réhabilitation, comme la halle no 4. Ainsi, la structure métallique de la halle no 12 a servi pour la construction de la « maison de l'Avocat ».
Néanmoins, d'autres bâtiments de l'usine sont démolis pour laisser place à des immeubles de bureaux, comme « L'Île Rouge » qui abrite le Conseil Régional de l'Ordre des Architectes, ainsi que la Maison Régionale de l'Architecture, ou l'immeuble « Manny » destiné à l'accueil des activités liées à l'architecture et de création contemporaine.
Le nom de la rue est attribué par délibération du Conseil municipal du 5 décembre 2008.
Sur le côté sud de l'artère, les halles nos 4 et 5 doivent accueillir, dès 2017, les nouveaux locaux de l'école supérieure des beaux-arts de Nantes Métropole (ESBANM),. Dans le cadre de cette restructuration, la démolition de la halle no 3 intervient au printemps 2014 et a permis d'ouvrir, à l'extrémité orientale de la voie, un second mail perpendiculaire à celui-ci, baptisé allée Frida-Kahlo, reliant la rue La Noue-Bras-de-Fer à la rue la Tour-d'Auvergne, le long de la halle no 2, ainsi que d'aménager un « parvis des Arts », à l'extrémité est du bâtiment de l'ESBANM. Un passage couvert, pratiqué dans les halles nos 1 et 2, situé dans le prolongement du mail du Front-Populaire, permettra aussi de le faire communiquer avec la rue de l'Île-Mabon, l'objectif à terme étant de continuer le prolongement du mail jusqu'à la place des Érables.

## Bâtiments remarquables et lieux de mémoire
À l'extrémité nord-est se dresse l'immeuble « l'Île Rouge », dont les parois couleur rouille, en acier Corten, rendent hommage au passé métallurgique de la rue ; le rez-de-chaussée est entièrement vitré, et surmonté de six étages de bureaux. Le bâtiment abrite la « maison régionale de l'architecture des Pays de la Loire ».
Juste à côté, vers l'ouest, un édifice a reçu l'appellation d'« immeuble Manny », du nom du personnage fictif de la série de films d'animation L'Âge de glace, le mammouth Manny, en raison de la ressemblance entre le pelage de celui-ci et l'apparence de la structure superficielle des étages du bâtiment, qui est constituée d'un entrelacement de lames d'aluminium ondulées (le bâtiment est parfois aussi appelé « Le Nid »).
Encore vers l'ouest se trouve la « maison de l'Avocat ». Il s'agit d'un ancien atelier Alsthom, un cube de 20 mètres de côté. Une grande verrière a remplacé l'immense porte d'entrée. L'ossature de charpentes métalliques est recouverte de polycarbonate translucide. Outre l'accueil des avocats, l'édifice fait également fonction de crèche, d'amphithéâtre et de lieu d'exposition.
Sur le même côté du mail, un peu plus vers l'ouest, l'immeuble « Ehundura » (mot signifiant texture en basque), présente une multitude d'ouvertures carrées de dimensions différentes. Un très grand hall d'entrée mène, par des coursives, à des étages de bureaux, et à un restaurant panoramique.

## Voies secondaires

### Allée Frida-Kahlo
Localisation : 47° 12′ 24″ N, 1° 33′ 35″ O
Cette voie piétonne qui marque l'extrémité est du mail du Front-Populaire, relie le rue la Tour-d'Auvergne à la rue La Noue-Bras-de-Fer, a été baptisée le 7 octobre 2016 du nom de Frida Kahlo, artiste peintre mexicaine. Au sud-ouest, elle rencontre l'allée Niki-de-Saint-Phalle.
Le no 2 marque l'entrée principale de l'école supérieure des beaux-arts de Nantes Métropole (ESBANM) depuis l'installation de cette dernière à cet endroit en juin 2017.